# Tylogonus
Tylogonus Simon, 1902 è un genere di ragni appartenente alla famiglia Salticidae.

## Distribuzione
Delle nove specie oggi note di questo genere otto sono diffuse in America meridionale, tutte endemiche; la sola T. chiriqui è rinvenuta a Panama, anch'essa endemica.

## Tassonomia
Viene considerato un sinonimo anteriore di Phintodes Strand, 1934 dall'aracnologa Galiano a seguito di uno studio del 1985.
A dicembre 2010, si compone di nove specie:
- Tylogonus auricapillus Simon, 1902[2] — Ecuador
- Tylogonus chiriqui Galiano, 1994 — Panama
- Tylogonus miles Simon, 1903 — Venezuela
- Tylogonus parabolicus Galiano, 1985 — Colombia
- Tylogonus pichincha Galiano, 1985 — Ecuador
- Tylogonus prasinus Simon, 1902 — Brasile
- Tylogonus putumayo Galiano, 1985 — Colombia
- Tylogonus vachoni Galiano, 1960 — Brasile
- Tylogonus viridimicans (Simon, 1901) — Ecuador

### Specie trasferite
- Tylogonus albidus (F. O. P.-Cambridge, 1901); trasferita al genere Mexigonus Edwards, 2002[1].
- Tylogonus arizonensis (Banks, 1904); trasferita al genere Mexigonus Edwards, 2002[1].
- Tylogonus belli (Gertsch, 1935); trasferita al genere Mexigonus Edwards, 2002[1].
- Tylogonus claremonti (Peckham & Peckham, 1909); trasferita al genere Mexigonus Edwards, 2002[1].
- Tylogonus dentichelis (F. O. P.-Cambridge, 1901); trasferita al genere Mexigonus Edwards, 2002[1].
- Tylogonus inscriptum (Schenkel, 1951); trasferita al genere Mexigonus Edwards, 2002[1].
- Tylogonus minutus (F. O. P.-Cambridge, 1901); trasferita al genere Mexigonus Edwards, 2002[1].
- Tylogonus morosus (Peckham & Peckham, 1888); trasferita al genere Mexigonus Edwards, 2002[1].
- Tylogonus vittatus (F. O. P.-Cambridge, 1901); trasferita al genere Corythalia C. L. Koch, 1850[1].

### Nomen dubium
- Tylogonus craneae (Caporiacco, 1955); gli esemplari giovani, raccolti in Venezuela e originariamente descritti in Phintodes, a seguito di uno studio di Ruiz & Brescovit del 2005, sono da considerarsi nomina dubia[1].